# Provincia geológica de Cuenca y Sierra

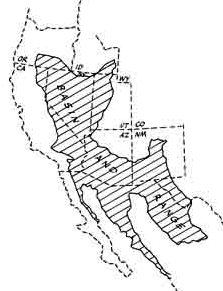
Mapa representando a la provincia geológica en Estados Unidos y México.

La provincia geológica de Basin and Range es una vasta región fisiográfica que cubre gran parte del interior del oeste de Estados Unidos y noroeste de México. Se caracteriza por abruptos cambios de elevación, alternando entre cadenas montañosas estrechas (range en inglés), y valles áridos y planos o cuencas (basin en inglés). La geografía física de la provincia es el resultado de la tectónica extensional que comenzó en la zona hace 17 millones de años, durante la época geológica del Mioceno.
Las numerosas cordilleras de la provincia son conocidas como "cordilleras de la Gran Cuenca", aunque muchas no están realmente en la Gran Cuenca.